# 魚津埋没林

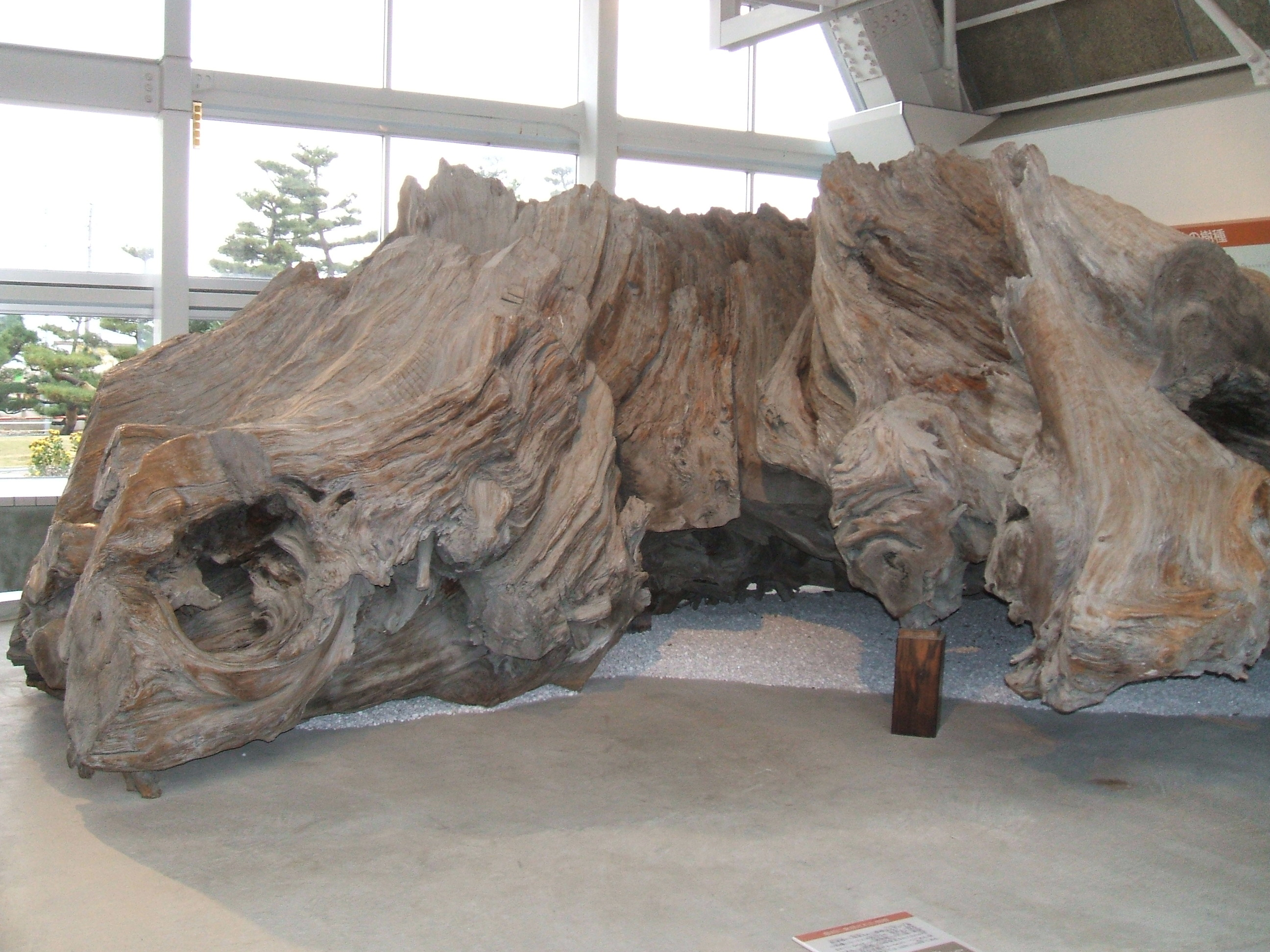
魚津埋没林博物館乾燥展示館に展示されている埋没林

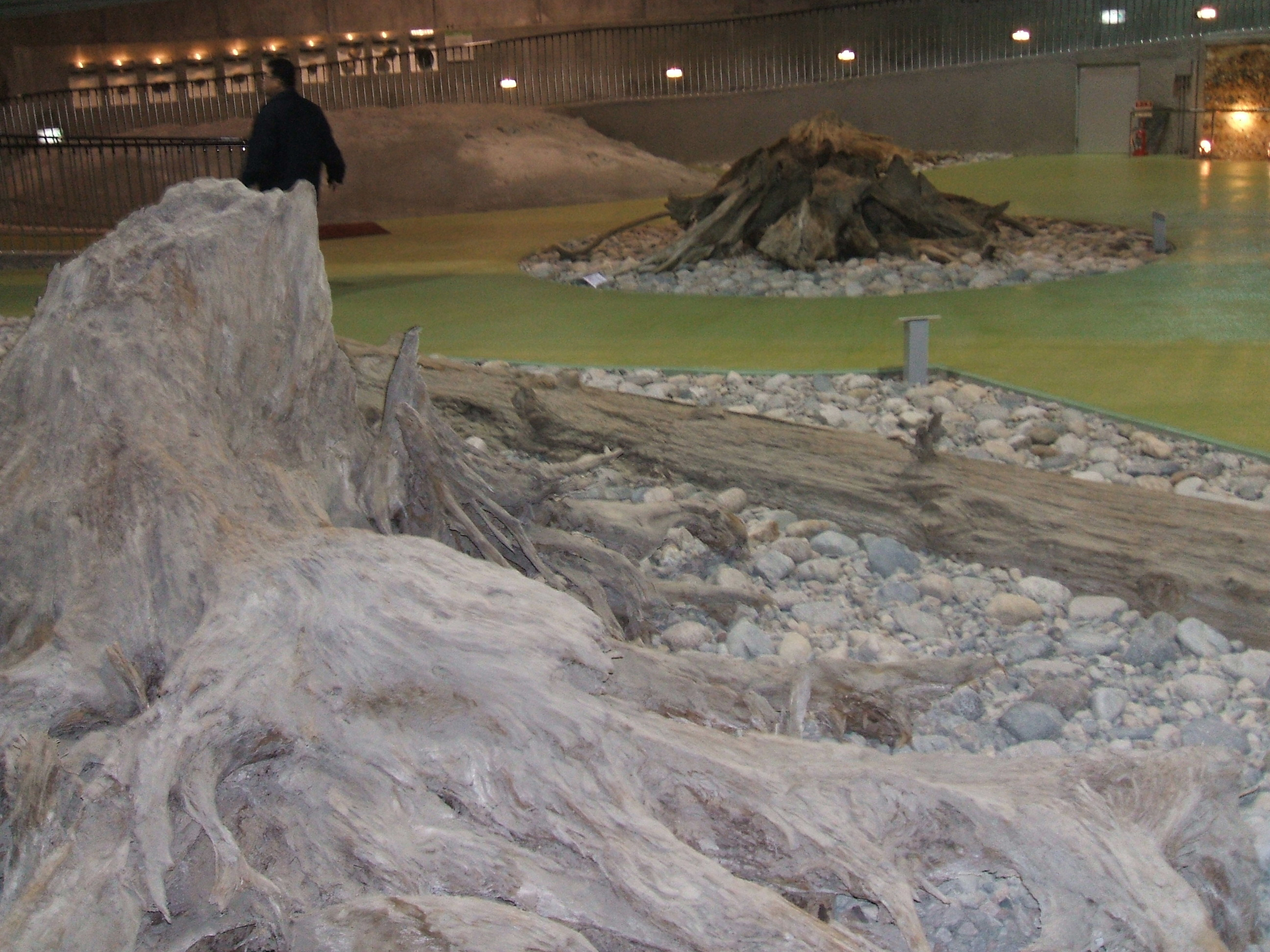
魚津埋没林博物館ドーム館で展示されている埋没林

魚津埋没林（うおづまいぼつりん）は、富山県魚津市で発見された埋没林。国の特別天然記念物に指定されている。

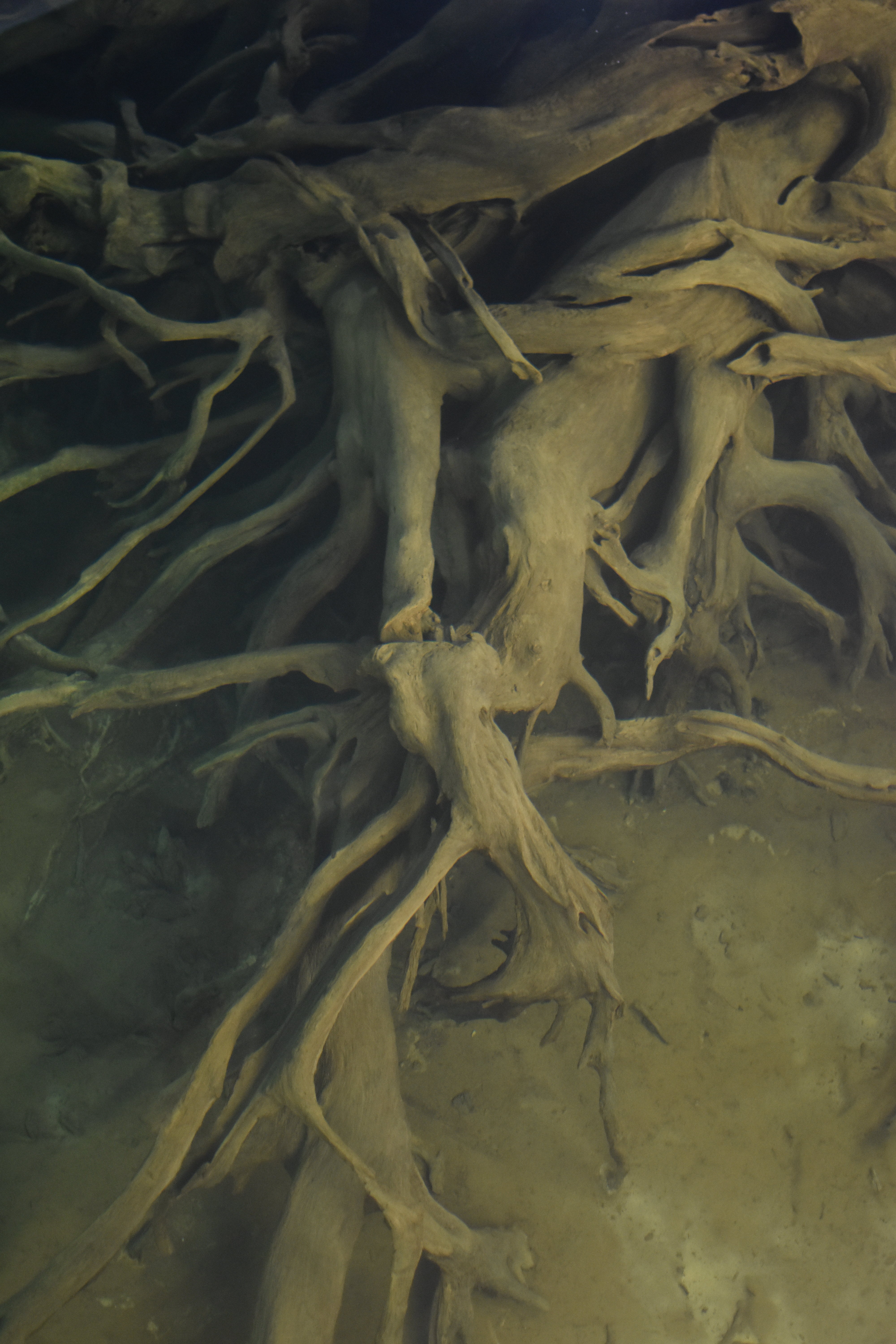
水中展示されている埋没林の一部

## 概要
1930年（昭和5年）、魚津港改修工事の際に海底で発見され、その後1952年（昭和27年）や1989年（平成元年）、2016年（平成28年）にも発見された。いずれも海面下に残されていたことから、かつては発見場所が地表面だったことを示している。これは約3,000年前（2016年に新たな樹根が発見されるまでは2,000年前とされていた）に片貝川の氾濫による土砂流出によって杉原生林を埋没させ、その後の海面上昇によって現在の海面より下になったためと考えられている。発見された樹木の多くはスギであり、大小約200ほどで、最も大きな物で直径4m、周囲12mある。
1936年（昭和11年）に国の天然記念物、1955年（昭和30年）8月22日に特別天然記念物へ指定された。現在は魚津市の魚津埋没林博物館に保存展示されており、一般にも公開されている。
2007年（平成19年）、日本の地質百選に選定された。